# Naat
Na‘at (arab. ‏نعت‎) – typ poezji prezentującej wizerunek islamskiego proroka Mahometa. Wielu uczonych we wczesnych wiekach islamu pisało na‘aty. Recytatorzy takiej poezji noszą miano naat-khua'an lub sana-khua'an.
Jakkolwiek gatunek wyrasta z uwielbienia dla proroka Mahometa, należące do niego utwory nie dotyczą wyłącznie osoby założyciela islamu, ale także innych ważnych postaci religii muzułmańskiej, przede wszystkim jego rodziny i niektórych mistrzów sufickich.
Utwory z gatunku na‘at nie są przeznaczone do czytania ani nawet deklamowania, ale do publicznego wykonywania. Ceremonia na‘at zakłada udział słuchaczy doznających głębokiego religijnego przeżycia.
Tradycja na‘at jest nadal żywa w kulturze islamskiej, mimo pojawiania się głosów krytycznych na temat tej formy.
Utwory na‘at są niekiedy recytowane przy wtórze ręcznego bębenka.